# Burg Unspunnen
Die Burg Unspunnen auf dem Bödeli zwischen Thuner und Brienzersee (politische Gemeinde Wilderswil) war der Schauplatz des Unspunnenfestes von 1805, das am Ende der Helvetik die Versöhnung von Stadt und Land zelebrierte.
Die Burg bestand wohl seit dem frühen 12. Jahrhundert als Rundturm, vermutlich erbaut von einem der Herren von Rothenfluh, die ursprünglich südlich von Unspunnen eine Balmburg hatten. Der Name Unspunnen geht vermutlich auf einen keltischen Flurnamen ussubonno zurück. Die Erweiterung der Burg um den oberen Palas geht wohl auf Freiherr Burkhard von Unspunnen zurück, der die Burg im späten 12. Jahrhundert bewohnte. Burkhard soll um 1191 an einem gescheiterten Aufstand gegen die Zähringer beteiligt gewesen sein. Mit der Ehe mit Burkhards Tochter Ita ging die Burg an Rudolf II. von Wädenswil. Im 13. Jahrhundert kamen die Freiherren von Eschenbach in ihren Besitz und erweiterten sie mehrfach.
Walter IV. von Eschenbach-Schnabelburg verkaufte die Burg zusammen mit anderen Besitzungen im August 1306 an die Söhne von Albrecht von Habsburg. Ab 1316 war die Burg an die Herren von Weissenburg verpfändet. Aus Wut gegen eine Erhöhung der Abgaben zogen 1322 die Bewohner des Haslitals gegen die Burg, das Unternehmen war aber ein Misserfolg, und 50 Aufständische wurden auf Unspunnen eingekerkert und erst nach zwei Jahren von Berner Truppen befreit.
1397 kam die Burg in den Besitz der Berner, die sie 1398 für 5000 Gulden weiterverkaufte an die Familie von Scharnachthal, die im Jahr 1425 grössere Renovationsarbeiten durchführte. Ab 1515 war Bern wieder Burgherrin und setzte einen Statthalter ein, zog ihn aber bald wieder ab und gab die Burg dem Verfall anheim. Die Ruine wurde als Steinbruch verwendet und erreichte erst wieder 1805 mit dem Unspunnenfest nationale Berühmtheit.
In den 1880er Jahren fanden Restaurierungen und Umbauten statt. Instandstellungen 1968/69 machten diese Änderung wieder rückgängig.